# Zala

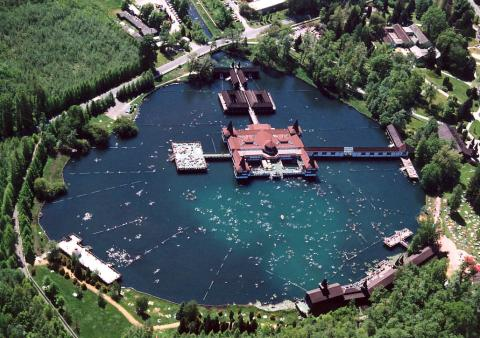
Hévíz

Zala je župa ležící v jihozápadním Maďarsku, západně od Balatonu. Jejím správním centrem je Zalaegerszeg a druhým nejvýznamnějším městem Nagykanizsa (Velká Kaniža).

## Charakteristika
Župa sousedí s Chorvatskem a Slovinskem a dále s maďarskými župami Vas, Veszprém a Somogy. Povrch je převážně tvořen mírně zvlněnou Zalskou pahorkatinou (Zalai-dombság), na východě zbrázděnou několika severojižně orientovanými údolími. Hlavním tokem župy je řeka Zala, která je největším přítokem jezera Balaton. Hranici s Chorvatskem na jihozápadě tvoří řeka Mura.

## Historie
Zala existuje jako uherská správní jednotka už od konce 11. století, kdy bylo na stejnojmenný hrad přeneseno sídlo dosavadní župy Kolon. Bez větších změn pak setrvala až do roku 1920, kdy byla následkem Trianonské mírové smlouvy její jihozápadní část přidělena tehdejšímu Království SHS (později Jugoslávie). Dnes je tento zábor rozdělen mezi Chorvatsko (Mezimuřská župa) a Slovinsko (Lendava s okolím). Roku 1946 pak byl ještě východní výběžek župy podél severního břehu Balatonu převeden pod Veszprémskou župu. Dnešní župa Zala tak zahrnuje jen necelé dvě třetiny původní rozlohy.

## Doprava
Hlavním dopravním uzlem župy je Nagykanizsa, kudy prochází dálnice M7 z Budapešti do Záhřebu, z níž se před hranicí v Letenye odděluje přivaděč M70 do Slovinska. Po M7 je vedena evropská silnice E71, na niž se v Nagykanizsi připojuje ze severu E65 od Bratislavy. Přes Nagykanizsu vede také dálková železnice z Budapešti do chorvatského Čakovce, odkud pokračuje větev do Záhřebu a hlavní trať do Slovinska.

## Správní členění
Župa Zala se člení na 6 okresů (járás).
- Okres Keszthely
- Okres Lenti
- Okres Letenye
- Okres Nagykanizsa
- Okres Zalaegerszeg
- Okres Zalaszentgrót

## Sídla

### Statutární města
- Zalaegerszeg
- Nagykanizsa

### Ostatní města
- Keszthely
- Lenti
- Zalaszentgrót
- Letenye
- Hévíz
- Zalalövő
- Zalakaros
- Pacsa

### Obce
| - Alibánfa - Almásháza - Alsónemesapáti - Alsópáhok - Alsórajk - Alsószenterzsébet - Babosdöbréte - Baglad - Bagod - Bak - Baktüttös - Balatongyörök - Balatonmagyaród - Barlahida - Batyk - Bánokszentgyörgy - Bázakerettye - Becsehely - Becsvölgye - Belezna - Belsősárd - Bezeréd - Bocfölde - Bocska - Boncodfölde - Borsfa - Bókaháza - Böde - Bödeháza - Börzönce - Bucsuta - Búcsúszentlászló - Csapi - Csatár - Cserszegtomaj - Csertalakos - Csesztreg - Csonkahegyhát - Csöde - Csömödér - Csörnyeföld - Dióskál | - Dobri - Dobronhegy - Döbröce - Dötk - Egeraracsa - Egervár - Eszteregnye - Esztergályhorváti - Felsőpáhok - Felsőrajk - Felsőszenterzsébet - Fityeház - Fűzvölgy - Galambok - Garabonc - Gáborjánháza - Gellénháza - Gelse - Gelsesziget - Gétye - Gombosszeg - Gosztola - Gősfa - Gutorfölde - Gyenesdiás - Gyűrűs - Hagyárosbörönd - Hahót - Hernyék - Homokkomárom - Hosszúvölgy - Hottó - Iborfia - Iklódbördőce - Kacorlak - Kallósd - Karmacs - Kálócfa - Kányavár - Kávás - Kehidakustány - Kemendollár | - Keménfa - Kerecseny - Kerkabarabás - Kerkafalva - Kerkakutas - Kerkaszentkirály - Kerkateskánd - Kilimán - Kisbucsa - Kiscsehi - Kisgörbő - Kiskutas - Kispáli - Kisrécse - Kissziget - Kistolmács - Kisvásárhely - Kozmadombja - Kustánszeg - Külsősárd - Lakhegy - Lasztonya - Lendvadedes - Lendvajakabfa - Lickóvadamos - Ligetfalva - Lispeszentadorján - Liszó - Lovászi - Magyarföld - Magyarszentmiklós - Magyarszerdahely - Maróc - Márokföld - Miháld - Mihályfa - Mikekarácsonyfa - Milejszeg - Misefa - Molnári - Murakeresztúr - Murarátka | - Muraszemenye - Nagybakónak - Nagygörbő - Nagykapornak - Nagykutas - Nagylengyel - Nagypáli - Nagyrada - Nagyrécse - Nemesapáti - Nemesbük - Nemeshetés - Nemesnép - Nemespátró - Nemesrádó - Nemessándorháza - Nemesszentandrás - Németfalu - Nova - Oltárc - Orbányosfa - Ormándlak - Orosztony - Ortaháza - Ozmánbük - Óhíd - Padár - Pakod - Pat - Páka - Pálfiszeg - Pethőhenye - Petrikeresztúr - Petrivente - Pókaszepetk - Pórszombat - Pölöske - Pölöskefő - Pördefölde - Pötréte - Pusztaapáti | - Pusztaederics - Pusztamagyaród - Pusztaszentlászló - Ramocsa - Resznek - Rezi - Rédics - Rigyác - Salomvár - Sand - Sárhida - Sármellék - Semjénháza - Sénye - Sormás - Söjtör - Surd - Sümegcsehi - Szalapa - Szentgyörgyvár - Szentgyörgyvölgy - Szentkozmadombja - Szentliszló - Szentmargitfalva - Szentpéterfölde - Szentpéterúr - Szepetnek - Szécsisziget - Szijártóháza - Szilvágy - Teskánd - Tilaj - Tormafölde - Tornyiszentmiklós - Tófej - Tótszentmárton - Tótszerdahely - Türje - Újudvar - Valkonya - Vasboldogasszony - Vaspör | - Vállus - Várfölde - Várvölgy - Vindornyafok - Vindornyalak - Vindornyaszőlős - Vonyarcvashegy - Vöckönd - Zajk - Zalaapáti - Zalabaksa - Zalabér - Zalaboldogfa - Zalacsány - Zalacséb - Zalaháshágy - Zalaigrice - Zalaistvánd - Zalakomár - Zalaköveskút - Zalamerenye - Zalasárszeg - Zalaszabar - Zalaszántó - Zalaszentbalázs - Zalaszentgyörgy - Zalaszentiván - Zalaszentjakab - Zalaszentlászló - Zalaszentlőrinc - Zalaszentmárton - Zalaszentmihály - Zalaszombatfa - Zalatárnok - Zalaújlak - Zalavár - Zalavég - Zebecke |